# Пас Вега
Пас Кампос Тріго (ісп. Paz Campos Trigo), відома як Пас Вега (ісп. Paz Vega; нар. 2 січня 1976, Севілья, Андалусія, Іспанія) — іспанська акторка та модель.

## Біографія
Народилася в Севільї. Її ім'я перекладається з іспанського як «мирні пшеничні поля» (paz — мир, campos — поля, trigo — пшениця). Сценічний псевдонім взяла від своєї бабусі. 
Після відвідування вистави «Дім Бернарди Альби» Федеріко Гарсія Лорки у віці 15 років вирішила стати акторкою. Після закінчення школи у 16 років вступила до театральної школи Centro Andaluz de Teatro. Після двох років навчання в театральній школі і двох років вивчення гуманітарних і соціальних наук переїхала в Мадрид з метою зробити успішну акторську кар'єру.
Дебютувала в телесеріалі «Менудо — мій батько», в якому також знімався Ель Фарі, відомий в Іспанії співак. Після участі ще в двох серіалах — «Більше ніж друзі» і «Приятелі» — Вега потрапила на великий екран, зігравши в 1999 році у фільмі «Флірт». У тому ж році вона виконала невелику роль у фільмі режисера Давида Менкеса «Переживати», в якому також зіграли Емма Суарес, Хуан Дієго Ботто.
Популярність завоювала серіалом «7 життів» (зйомки якого також почалися в 1999 році). Серіал був іспанської версією «Друзів» і став однією з найпопулярніших ситуаціних комедій Іспанії. Вега грала Лауру, веселу андалузку, що зупинилася в квартирі Давида, який нещодавно вийшов з коми. Серіал транслювався провідною приватною телемережею Іспанії Telecinco і завершився 12 квітня 2006 року, щоправда, вже без Веги.
Після того, як режисер Матео Хіль побачив Вегу в «7 життях», він запросив її в свій фільм «Ніхто нікого не знає», сценарій та музику для якого написав Алехандро Аменабар.
Акторка зачарувала і іншого іспанського режисера, Хуліо Медема. Він запросив Вегу на головну роль в свій «провокаційно-сексуальний» проєкт «Люсія і секс», історії про роман молодої жінки з письменником. Щоб серйозно зайнятися роллю, Вега пішла з «7 життів». Повний еротики фільм мав небачений успіх, приніс Везі світову популярність і премію «Гойя» за найкращий акторський дебют.
У 2001 році Вега втілила жертву насилля в сім'ї у фільмі «Тільки моя», а в 2002 році знаменитий Педро Альмодовар дав їй роль в своєму фільмі «Поговори з нею». У фільмі також знімався її партнер по «7 життях», Хав'єр Камара. Стрічка отримала «Оскар» за найкращий сценарій, що практично неймовірно для неангломовного фільму. Незабаром Вега знялася в головних ролях в музичній романтичній комедії «Інша сторона ліжка» та екранізації знаменитої новели Проспера Меріме «Кармен», знятої Вісенте Аранда.
У грудні 2004 року Пас Вега дебютувала в Голлівуді — зігравши домробітницю-іспанку в романтичній комедії «Іспанська англійська» з Адамом Сендлером. У 2006 році вона знімалася з Морганом Фріменом у незалежному фільмі «10 кроків до успіху».
У 2007 році Пас Вега знялася у фільмі «Гніздо жайворонка», що розповідає про геноцид вірмен 1915 року в Туреччині. У 2009 році Вега втілила дружину героя Коліна Фаррелла в фільмі «Сортування».
У 2010 році знялася в фільмі Мікеле Плачідо "Валланзаска – злі ангели" про відоме мафіозне угруповання Comasina, яке тероризувало Мілан в 1970-х роках.

## Особисте життя
Пас Вега одружена з венесуельцем Олсоном Салазаром. У них троє дітей: син Орсон, нар. 2 травня 2007, донька Ава, нар. 17 липня 2009, та син Ленон, нар. 13 серпня 2010.

## Основна фільмографія
- 1997–1998 — Більше ніж друзі (Más que amigos)
- 1998 — Пробач, пробач (Perdón, perdón), реж. Мануель Ріос Сан Мартін
- 1999 — Флірт (Zapping), реж. Хуан Мануель Чумія
- 1999 — Переживати (Sobreviviré), реж. Альфонсо Албасете
- 1999 — Ніхто нікого не знає (Nadie conoce a nadie), реж. Матео Хіль
- 1999–2006 — Сім життів (7 vidas)
- 2001 — Тільки моя (Sólo mía), реж. Хав'єр Балагер
- 2001 — Люсія і секс (Lucía y el sexo), реж. Хуліо Медем
- 2002 — Поговори з нею (Hable con ella), реж. Педро Альмодовар
- 2002 — Інша сторона ліжка (El otro lado de la cama), реж. Еміліо Мартінес Ласаро
- 2002 — Без пам'яті (Novo), реж. Жан-П'єр Лімозен
- 2003 — Кармен (Carmen) реж. Вісенте Аранда
- 2004 — Скажи «так» (Di que sí), реж. Хуан Калво
- 2004 — Іспанський-англійський (Spanglish), реж. Джеймс Л.Брукс
- 2006 — «Затемнення» (Fade to Black), реж. Олівер Паркер
- 2006 — 10 кроків до успіху (10 Items or Less), реж. Бред Сілберлінг
- 2006 — Борджіа (Los Borgia), реж. Антоніо Ернандес
- 2007 — Тереза, тіло Христове (Teresa, el cuerpo de Cristo), реж. Рей Лоріга
- 2007 — Гніздо жайворонка (La masseria delle allodole), реж. Паоло Тавіані, Вітторіо Тавіані
- 2008 — Гуманний контракт (The Human Contract), реж. Джада Пінкетт Сміт
- 2008 — Дух (The Spirit), реж. Френк Міллер
- 2009 — Зникнення (Not Forgotten), реж. Дрор Сореф
- 2009 — Шість жінок Генрі Лефея (The Six Wives of Henry Lefay), реж. Ховард Гулд
- 2009 — Сортування (Triage), реж. Даніс Тановіч
- 2010 — Палаючі пальми (Burning Palms), реж. Крістофер Б.Лендон
- 2010 — Помста Дона Мендо (Don Mendo Rock ¿La venganza?), реж. Хосе Луїз Гарсія Санчес
- 2011 — Валланзаска — злі ангели (Vallanzasca — Gli angeli del male), реж. Мікеле Плачідо
- 2011 — Усім потрібна Кет (Cat Run), реж. Джон Стоквелл
- 2012 — Мадагаскар 3 (Madagascar 3: Europe's Most Wanted) — озвучка, реж. Ерік Дарнелл
- 2013 — Я дуже збуджений (Los amantes pasajeros), реж. Педро Альмодовар
- 2014 — Помпеї (Pompeii), реж. Пол Вільям Скотт Андерсон
- 2014 — Принцеса Монако (Grace of Monaco), реж. Олів'є Даан
- 2014 — Убити посланця (Kill the Messenger), реж. Майкл Куеста
- 2015 — Усі дороги ведуть до Риму (All Roads Lead to Rome), реж. Елла Лемхаген
- 2017 — Обітниця мовчання (Acts Of Vengeance) реж. Айзек Флорентайн
- 2019 — Рембо: Остання кров (Rambo V: Last Blood) реж. Адріан Грюнберг
- 2020 — Дім квітів (телесеріал, 1 епізод)
- 2021 — 13 хвилин
- 2022 — Імператор (Emperor) реж. Лі Тамахорі
- 2023 — Калейдоскоп  (телесеріал)